# Лігнін

Фрагмент молекули лігніну

Лігні́н (від лат. lignum — деревина, дерево) — органічна речовина, нерегулярний полімер з розгалуженими макромолекулами, побудованими головним чином із залишків заміщених фенолоспиртів. Поряд з целюлозою є складовою частиною здерев'янілих тканин судинних рослин. Разом із геміцелюлозою зумовлює міцність стовбурів і стебел рослин. Найбільше лігніну містить деревина хвойних (до 35 %) і листяних (20—25 %) порід. У водоростях, мохах, грибах лігнін не утворюється.

## Склад та будова
Спроби представити будову лігніну у вигляді хімічних формул відбивають лише загальні принципи його будови. Не з'ясовано ще, чи складається лігнін із цілком ідентичних макромолекул[джерело?], а також не встановлена його молекулярна маса; приймають від 682 до 1000000. Для лігніну з молекулярною масою 784 (виділеного із сосни) запропонована наступна формула: елементний склад лігніну з різних рослин приблизно наступний, % мас: С — 63, Н — 6 і О — 31.
Лігнін може бути виділений з деревини двома способами: обробкою гідролізуючими агентами (концентрованими кислотами — HCl і Н2SO4 для видалення полісахаридів (у залишку виходить лігнін) або розчиненням самого лігніну (обробкою 2,5%-м розчином лугу при підвищених тиску й температурі). Виділений лігнін являє собою аморфний порошок або волокна, зафарбовані в жовтувато-коричневі кольори, нерозчинні у воді й органічних розчинниках.
Оскільки виділення лігніну з деревини неминуче пов'язане з дією на неї концентрованих розчинів мінеральних кислот або розчину лугу при нагріванні, то є підстави думати, що отримані цими методами продукти, прийняті за лігнін, фактично відрізняються від природного лігніну. Відповідно до цього розрізняють первинний лігнін (лігнан), що перебуває в природних одеревілих клітинних стінках, і вторинний лігнін — виділений з рослин і тому видозмінений у процесі його виділення.
У результаті проведених досліджень було встановлено, що й лігнани, і лігніни, як вищі молекулярні сполуки, мають макромолекули, що складаються з елементарних структурних одиниць, які побудовані з ядер циклічної (ароматичної) структури, пов'язаних із різноманітними периферійними функціональними групами — карбонільними, гідроксильними (зокрема, фенольними), а також метоксильними. Склад функціональних груп у лігніні з різних рослин неоднаковий й залежить від способу його виділення з рослинних тканин.

## Властивості
Велика кількість активних функціональних груп різного типу робить лігнін здатним до численних хімічних перетворень. Він легко нітрується, хлорується й окиснюється. При дії на лігнін пероксиду водню, перманганату калію, хромової кислоти й інших окислювачів утворюються бензолкарбонові кислоти (бензойна, фталева й ін.). Остання обставина є однією з вирішальних для висновку про ароматичну структуру ядерної частини елементарних ланок макромолекул лігніну. 

Припущення про ароматичну структуру лігніну обґрунтовуються також і результатами нагрівання його без доступу повітря (тому що в рідкому дистиляті, що утворюється, виявляються феноли й ароматичні вуглеводні), а також за результатами гідрування лігніну (можна досягти майже повного його перетворення в ароматичні і гідроароматичні вуглеводні). На ароматичну структуру ядерної частини елементарних ланок макромолекул лігніну вказують і дані рентгеноструктурного аналізу.
Важливо відзначити, що лігнін легше руйнується мікроорганізмами в живих рослинах, але стійкіший у відмерлих рослинах. Целюлоза, навпаки, має високу стійкість до дії мікроорганізмів у живих рослинах, але порівняно легко піддається бактеріальному розпаду у відмерлих рослинах.
При геліфікації і фюзенізації утворює затверділу безструктурну торфову масу. 

## Застосування
Лігнін використовується для зниження в'язкості бурових розчинів, одержання активного вугілля тощо. Крім того, за певних умов лігніни можуть використовуватися як недефіцитна зв'язуюча речовина при виробництві кам'яновугільних брикетів.